# Odnes
Odnes est une localité norvégienne située dans la commune de Søndre Land, Innlandet. La localité est située sur la côte nord du Randfjorden, le long de la route 33, et nommée d'après la ferme Odnes près. La  localité avait une gare sur l'ancienne ligne Valdresbanen.
Odnes est connu pour son grand tremplin, qui, après de longues discussions a été démoli en 2008. Dans cette station de ski, Birger Ruud  a obtenu le record du monde avec 76,5 mètres en 1931, et Johanne Kolstad établi un nouveau record du monde pour les femmes avec un saut de 46,5 mètres dans la même année. Merete Kristiansen établi un record du monde avec 111 mètres en 1989.